# 于尔根·亨尼希
于尔根·亨尼希（德語：Jürgen Hennig，1951年3月5日—），出生於德國斯图加特，德國化學家和醫學物理學家，臨床診斷核磁共振成像的開拓者之一，弗賴堡大學醫學中心放射診斷科科學主管和磁共振開發和應用中心（MRDAC）主席。2003年被授予生物科學和醫學方向的馬克斯.普朗克研究獎。

## 經歷

### 科學事業
從1969年到1977年，亨尼希在斯圖加特，倫敦，慕尼黑和弗賴堡學習化學。在1977到1981 之間，亨尼希被聘為弗賴堡大學物理化學研究院的科學家。在那裡，他在Herbert Zimmermann的指導下完成了關於分子交換動力學的核磁共振測量的博士學位。他的導師Hans-Heinrich Limbach在就職演說中提到了保罗·劳特伯（2003年諾貝爾生理學或醫學獎得主）的工作。這是亨尼希第一次接觸到磁共振成像。在1982到1983之間，亨尼希在蘇黎世大學進行化學誘導動態核極化(CIDNP)光譜學相關的博士後研究。他在1982年開發了自己的第一個磁振脈衝序列，用以測量分子內交換過程。在蘇黎世的這段時間，他決定將未來的工作更加集中到核磁共振，而不是化學領域。
亨尼希在1984年開始在弗萊堡大學醫學中心的診斷放射科擔任研究員的工作。在這裡，他在與Bruker Medizintechnik GmbH公司的合作中，開發了RARE成像方法。他於1989年在弗萊堡大學醫學院完成了他的教授論文: “核磁共振特殊成像技術”。
亨尼希在1993年被聘為弗萊堡大學醫學中心教授，並領導診斷放射科的磁共振成像小組。在1998年，他被任命為診斷放射科下成像與功能醫學物理部主管。在2001年，他被任命為診斷放射科的科研主管。 在同年，他在醫學中心成立了磁共振開發和應用中心（MRDAC）。在2002年，他又開展了和弗萊堡大學數學與物理學院的合作。
在2004年，亨尼希被聘為弗萊堡大學醫學中心的C4教授，並任命為診斷放射科的科學主管。至2012年底，他在1984年創建並一直領導的磁共振成像小組已經成長至擁有大約80名雇員。
亨尼希是1999年的國際醫用磁共振學會（ISMRM）主席。他從2008年起成為威斯康辛大學麥迪遜分校醫學研究院的聯合研究員。2011年他成為德國國家利奧波第那科學院（German Academy of Sciences Leopoldina）院士。

### 研究成果
基於CPMG多迴訊方法，亨尼希於1984年開發了RARE序列（Rapid Acquisition with Relaxation Enhancement）。借助於RARE序列，大幅的減少了磁共振成像採集時間，為磁共振成像的臨床應用貢獻了重要的一步。另外，RARE提供了在磁共振成像中控制與診斷相關的T2對比的可能性。RARE方法在1984年首次發表於德語期刊“Der Radiologe”。RARE方法在國際期刊上的第一次提交被拒絕，理由是這種方法已經被測試並且沒有效果。但是在1986年國際期刊刊登了RARE方法。RARE是目前應用於臨床磁共振成像的標准方法之一，這種方法也被稱為TSE（Turbo Spin Echo）和FSE（Fast Spin Echo）。
Hyperecho方法由亨尼希於2001年發表。藉由Hyperecho方法，RARE序列的特定吸收率（SAR）可以大幅的降低，然而影像品質幾乎不受影響。這在高磁場強度下臨床磁共振成像應用中非常重要。
亨尼希於2008年提出了非線性梯度場成像概念，可以在腦磁共振成像的外部成像區域中增加影像解析度。

### 與亞洲的交流
亨尼希於1985年在中國廣州安裝了中國早期的其中一台磁振造影系統，且於此年的12月25日取得此系統的第一張磁振影像，之後並參與其他磁振造影系統在中國的安裝。
亨尼希是中歐臨床磁共振診斷學會（European-Chinese Society for Clinical Magnetic Resonance）創始會員，並從1993年起擔任該學會主席，同時也是中華醫學會放射學會Chinese Radiological Society的榮譽會員，亨尼希於2004年成為韃靼斯坦國家科學院的會員，2010年在台灣得到了杜聰明獎，是台灣的最高科學獎項，2011年得到中國科學院“中科院愛因斯坦講席教授”獎。
除此之外，亨尼希和香港、韓國、新加坡也保持合作關係。

## 得獎紀錄
- 1992: 歐洲磁共振獎(European Magnetic Resonance Award)[9]
- 1993: 磁振造影獎(Kernspintomographie-Preis)
- 1994: 國際醫用磁振造影學會(ISMRM)金獎[10]
- 2003: 馬克斯.普朗克研究獎（德语：Max-Planck-Forschungspreis）（生物科學/醫學領域)）[11]
- 2006: Albers Schönberg Medal from the 'Deutsche Röntgengesellschaft' (German Radiology Society)[12]
- 2010: 台灣行政院國家科學委員會『杜聰明獎』[13]
- 2015: Hounsfield Memorial Lecture[14]Imperial College London
- 2016: Alfred-Breit-Preis der Deutschen Röntgengesellschaft（页面存档备份，存于）[15]

## 語錄
我並沒有許多"創造性"的感覺，我只是把我每天在物理化學中所學到的自旋物理應用到手上的工作罷了。
——于尔根·亨尼希，in "How RARE came to China" on the development of the RARE method
世界上（尤其是在磁振領域）充滿最終成為現實的，所謂"不可能"的事情。——于尔根·亨尼希，in "Ultra high field MR: useful instruments or toys for the boys?"“